# Brandenburgischer Landespokal
Der Brandenburgische Landespokal ist ein seit 1991 ausgetragener Fußball-Pokalwettbewerb für brandenburgische Vereinsmannschaften. Er wird jährlich vom Fußball-Landesverband Brandenburg (FLB) veranstaltet. Er ist einer von derzeit 21 Verbandspokalwettbewerben. Gegenwärtiger Titelträger (2025) ist der RSV Eintracht 1949.

## Geschichte
In den ersten Jahren nach der Wiedervereinigung Deutschlands gab es keinen einheitlichen Landespokal. In der Spielzeit 1990/91 und 1991/92 wurde noch im „DDR-Modus“ um die jeweiligen Bezirkspokale für Cottbus, Frankfurt/Oder und Potsdam gespielt. Die Sieger ermittelten anschließend in einem Dreierturnier den Gewinner des Landespokals.
Aufgrund der Umstrukturierungen im Spielbetrieb des neugegründeten Fußball-Landesverband Brandenburg (Auflösung der Bezirksligen, Einführung der Landesligen usw.) erfolgte zur Saison 1992/93 die Einführung des bekannten K.-o.-Systems.
Mit Beginn der Saison 2006/07 wurde zwischenzeitlich ein weiterer Pokalwettbewerb, der sogenannte Bereichspokal, ins Leben gerufen. In diesem regional geteilten Wettbewerb (Nord und Süd) nahmen die Pokalsieger der Fußballkreise sowie die nicht für den Landespokal qualifizierten Landesklasse-Mannschaften der Vorsaison teil. Die jeweiligen Sieger konnten in der darauffolgenden Saison am Landespokal teilnehmen. Der Bereichspokal ist inzwischen wieder abgeschafft worden.

## Regelwerk

### Turnierform
Alle Spiele im Landespokal werden über eine reguläre Spielzeit von 2 × 45 Minuten ausgetragen. Der Sieger eines Spiels zieht in die nächste Runde ein. Steht es nach der regulären Spielzeit unentschieden, wird das Spiel um 2 × 15 Minuten verlängert. Steht es auch nach der Verlängerung noch Unentschieden, wird der Sieger in einem Elfmeterschießen ermittelt.

### Teilnehmer
Das Teilnehmerfeld für den Landespokal setzt sich aus den brandenburgischen Mannschaften der 3. Liga, Regionalliga, Oberliga, den Mannschaften der brandenburgischen Spielklassen Verbandsliga, Landesliga und Landesklasse (seit 2023/24) sowie den acht Kreispokalsiegern zusammen. Zur Saison 2010/2011 wurde der § 34 der Spielordnung des Landesverbandes Brandenburg geändert, wonach keine Zweitvertretungen mehr am Pokal teilnehmen dürfen.

### Auslosung
Die Paarungen der ersten Hauptrunde werden aus zwei Lostöpfen gezogen. Der erste Lostopf enthält die 8 Kreispokalsieger und jeweils 12 Landesliga-Teams aus beiden Staffeln. Im zweiten Lostopf befinden sich die jeweils besten 3 Teams beider Landesligen aus der Vorsaison, 16 Teams aus der Brandenburgliga sowie die brandenburgischen Vertreter aus der 3. Liga, Regionalliga oder Oberliga. Mannschaften des ersten Lostopfs haben Heimrecht.

### Endspielort
Der Endspielort wurde bis zur Saison 1998/99 im Losverfahren ausgewählt. Seither bekam derjenige Finalist Heimrecht, der in der niedrigeren Liga spielte. Bei gleicher Ligenzugehörigkeit der beiden Endspielteilnehmer entschied weiter das Losverfahren.
Ab der Saison 2019/20 wird der Endspielort durch den Fußball-Landesverband Brandenburg festgelegt. Die erste derartig ausgewählte Endspielstätte ist das Werner-Seelenbinder-Stadion in Luckenwalde, in dem das Endspiel der Saison 2019/20 stattfand. Auch in den Folgejahren fand in diesem Stadion das Endspiel statt. In der Saison 2022/23 wurde das Stadion der Freundschaft in Cottbus als Endspielort bestimmt, da in Luckenwalde am Austragungswochenende mit dem Luckenwalder Turmfest eine große Open-Air-Veranstaltung mit mehreren Tausend Besuchern geplant war, die nach Einschätzung der zuständigen Polizeidienststelle eine parallele Endspielaustragung ausschloss.

### Wettbewerbsname
Seit der Saison 2011/12 bis 2015/16 wurde der Landespokal, auf Grund einer Partnerschaft mit der Firma Krombacher, als Krombacher Pokal Brandenburg bezeichnet. Von der Saison 2016/17 bis zur Saison 2021/22 fungierte die AOK Nordost als Partner der Wettbewerbs.

### Trophäe
Als erste Mannschaft gewann 1991 der ESV Lokomotive Cottbus den Landespokal, damals in einem Dreierturnier. Die noch heute als Wanderpokal an den Landespokalsieger überreichte Trophäe wird durch den jeweiligen Sponsor gestiftet.

## Pokalendspiele und Pokalsieger
In der Geschichte des brandenburgischem Landespokales errangen 12 verschiedene Vereine den Titel. Erfolgreichster Klub ist der FC Energie Cottbus mit 12 Pokalsiegen, gefolgt vom SV Babelsberg 03 mit 10 Erfolgen. Der Eisenhüttenstädter FC Stahl kann jeweils drei und der FSV Optik Rathenow jeweils zwei gewonnene Titel aufweisen. Insgesamt vier Vereine gewannen den Pokal mehrfach.
Lediglich eine Mannschaft konnte den Pokal als Teil des Doubles aus Pokalsieg und Meisterschaft gewinnen. Als erste und bisher einzige Mannschaft siegte 1998 der FC Energie Cottbus II im gleichen Jahr im Pokalwettbewerb und der brandenburgischen Landesmeisterschaft.
Der SV Babelsberg 03 konnte acht Mal hintereinander ins Endspiel um den brandenburgischen Landespokal einziehen und konnte sieben davon für sich behaupten. Insgesamt sieben Mal konnten Mannschaften ihren Titel im Folgejahr verteidigen; dem SV Babelsberg 03 gelang dieses gleich sechsmal (2000, 2007, 2008, 2009, 2010 und 2011).
Die häufigste Finalpaarung war bislang das Duell FC Energie Cottbus – SV Babelsberg 03 mit drei Partien (2001, 2018 und 2024), von denen Cottbus alle drei gewinnen konnte. Zweimal (1997 und 1998) bestritt der FC Energie Cottbus und der Eisenhüttenstädter FC Stahl die Endspiele gegeneinander, sowie gegen den FSV 63 Luckenwalde (2017 und 2023), hier waren jeweils die Cottbusser siegreich. Jeweils zweimal spielte der SV Babelsberg 03 im Finale gegen Märkischer SV 1919 Neuruppin (2005 und 2006), den SV Falkensee-Finkenkrug (2008 und 2012), dem FSV Union Fürstenwalde (2020 und 2021). Dabei mussten sich die Babelsberger lediglich einmal im Finale 2005 und 2012 geschlagen geben.
Mit sieben Niederlagen verlor der SV Babelsberg 03 auch am häufigsten ein Pokal-Endspiel. Die Babelsberger erreichten insgesamt 17 Endspiele, was vor dem FC Energie Cottbus (12 Endspiele) Platz 1 bei den häufigsten Finalteilnahmen bedeutet. Jeweils sechs Mal erreichte der Eisenhüttenstädter FC Stahl das Finale um den brandenburgischen Landespokal.

### Rekordpokalsieger
Alleiniger Rekordsieger im Landespokal Brandenburg ist seit 2023 der FC Energie Cottbus mit mittlerweile 12 errungenen Titeln. Zuvor teilte sich Cottbus den Titel des Rekordpokalsiegers ein Jahr lang mit dem SV Babelsberg 03. Dieser war über 15 Jahre lang alleiniger Rekordpokalsieger.
| Zeitraum  | Verein                                                 | Anzahl Titel |
| --------- | ------------------------------------------------------ | ------------ |
| 1991      | ESV Lokomotive Cottbus                                 | 1            |
| 1992      | ESV Lokomotive Cottbus und Eisenhüttenstädter FC Stahl | 1            |
| 1993–1996 | Eisenhüttenstädter FC Stahl                            | 2            |
| 1996–2007 | FC Energie Cottbus                                     | 3–5          |
| 2007–2008 | FC Energie Cottbus und SV Babelsberg 03                | 5            |
| 2008–2021 | SV Babelsberg 03                                       | 6–10         |
| 2021–2023 | FC Energie Cottbus und SV Babelsberg 03                | 10           |
| seit 2023 | FC Energie Cottbus                                     | 10–12        |

### Pokalendspiele
| Jahr | Sieger                            | Ergebnis               | Finalist                            | Endspielort            | Stadion                          | Zuschauer              |
| --- | --------------------------------- | ---------------------- | ----------------------------------- | ---------------------- | -------------------------------- | ---------------------- |
| 1991 | ESV Lokomotive Cottbus (VL)       | (Sieger Dreierturnier) | (Sieger Dreierturnier)              | (Sieger Dreierturnier) | (Sieger Dreierturnier)           | (Sieger Dreierturnier) |
| 1992 | Eisenhüttenstädter FC Stahl (OL)  | (Sieger Dreierturnier) | (Sieger Dreierturnier)              | (Sieger Dreierturnier) | (Sieger Dreierturnier)           | (Sieger Dreierturnier) |
| 1993 | Eisenhüttenstädter FC Stahl (OL)  | 3:1                    | SV Empor Mühlberg (VL)              | Ludwigsfelde           | Waldstadion                      |                        |
| 1994 | BSV Brandenburg (OL)              | 5:1                    | 1. FC Schwedt (OL)                  | Luckenwalde            | Werner-Seelenbinder-Stadion      | .00800                 |
| 1995 | FC Energie Cottbus (RL)           | 2:1                    | FV Motor Eberswalde (OL)            | Königs Wusterhausen    | Stadion der Freundschaft         | .00563                 |
| 1996 | FC Energie Cottbus (RL)           | 1:0                    | Frankfurter FC Viktoria 91 (VL)     | Seelow                 | Oderbruchstadion                 | 01.200                 |
| 1997 | FC Energie Cottbus (RL)           | 6:1                    | Eisenhüttenstädter FC Stahl II (VL) | Guben                  | Sportanlage am Baumschulenweg    | 02.200                 |
| 1998 | FC Energie Cottbus II (VL)        | 2:1                    | Eisenhüttenstädter FC Stahl (RL)    | Jüterbog               | Sportplatz am Rohrteich          | .00500                 |
| 1999 | SV Babelsberg 03 (RL)             | 5:2                    | Eisenhüttenstädter FC Stahl (RL)    | Schöneiche             | Friedrich-Ludwig-Jahn Sportplatz | .00800                 |
| 2000 | SV Babelsberg 03 (RL)             | 2:1                    | Frankfurter FC Viktoria 91 (VL)     | Frankfurt (Oder)       | Stadion der Freundschaft         | .00843                 |
| 2001 | FC Energie Cottbus II (OL)        | 3:1                    | SV Babelsberg 03 (RL)               | Cottbus                | Stadion der Freundschaft         | .00975                 |
| 2002 | Eisenhüttenstädter FC Stahl (OL)  | 2:1                    | Frankfurter FC Viktoria 91 (VL)     | Frankfurt (Oder)       | Stadion der Freundschaft         | .01.500                |
| 2003 | Ludwigsfelder FC (VL)             | 1:0                    | Brandenburger SC Süd 05 (OL)        | Ludwigsfelde           | Waldstadion                      | .01.100                |
| 2004 | SV Germania 90 Schöneiche (VL)    | 1:0 n. V.              | FSV Optik Rathenow (OL)             | Schöneiche             | Jahn-Sportplatz                  | .01.050                |
| 2005 | Märkischer SV 1919 Neuruppin (OL) | 2:1 n. V.              | SV Babelsberg 03 (OL)               | Neuruppin              | Volksparkstadion                 | .02.443                |
| 2006 | SV Babelsberg 03 (OL)             | 2:1                    | Märkischer SV 1919 Neuruppin (OL)   | Potsdam                | Karl-Liebknecht-Stadion          | .01.921                |
| 2007 | SV Babelsberg 03 (OL)             | 3:2                    | Ludwigsfelder FC (OL)               | Potsdam                | Karl-Liebknecht-Stadion          | .02.722                |
| 2008 | SV Babelsberg 03 (RL)             | 1:0                    | SV Falkensee-Finkenkrug (VL)        | Falkensee              | Sportplatz Leistikowstraße       | .01.918                |
| 2009 | SV Babelsberg 03 (RL)             | 1:0                    | SV Germania 90 Schöneiche (OL)      | Schöneiche             | Jahn-Sportplatz                  | .01.200                |
| 2010 | SV Babelsberg 03 II (VL)          | 4:3 n. E.              | Brandenburger SC Süd 05 (OL)        | Potsdam                | Karl-Liebknecht-Stadion          | .01.816                |
| 2011 | SV Babelsberg 03 (3L)             | 3:0                    | VfB Hohenleipisch 1912 (LL)         | Hohenleipisch          | Sportgelände Bahnhofstraße       | .01.476                |
| 2012 | SV Falkensee-Finkenkrug (VL)      | 2:1                    | SV Babelsberg 03 (3L)               | Falkensee              | Sportplatz Leistikowstraße       | .01.700                |
| 2013 | FSV Optik Rathenow (RL)           | 4:3 n. E.              | SV Altlüdersdorf (OL)               | Altlüdersdorf          | Sportanlage in der Gasse         | .01.132                |
| 2014 | FSV Optik Rathenow (RL)           | 3:1                    | SV Babelsberg 03 (RL)               | Rathenow               | Stadion Vogelgesang              | .01.695                |
| 2015 | FC Energie Cottbus (3L)           | 3:2                    | FSV Union Fürstenwalde (OL)         | Fürstenwalde/Spree     | Friedrich-Friesen-Stadion        | .03.442                |
| 2016 | SV Babelsberg 03 (RL)             | 3:1                    | FSV 63 Luckenwalde (RL)             | Luckenwalde            | Werner-Seelenbinder-Stadion      | .03.042                |
| 2017 | FC Energie Cottbus (RL)           | 2:0                    | FSV 63 Luckenwalde (RL)             | Cottbus                | Stadion der Freundschaft         | .07.667                |
| 2018 | FC Energie Cottbus (RL)           | 1:0                    | SV Babelsberg 03 (RL)               | Potsdam                | Karl-Liebknecht-Stadion          | .09.012                |
| 2019 | FC Energie Cottbus (3L)           | 1:0                    | FSV Optik Rathenow (RL)             | Rathenow               | Stadion Vogelgesang              | .01.991                |
| 2020 | FSV Union Fürstenwalde (RL)       | 2:1                    | SV Babelsberg 03 (RL)               | Luckenwalde            | Werner-Seelenbinder-Stadion      | .00729                 |
| 2021 | SV Babelsberg 03 (RL)             | 2:0                    | FSV Union Fürstenwalde (RL)         | Luckenwalde            | Werner-Seelenbinder-Stadion      | .00000                 |
| 2022 | FC Energie Cottbus (RL)           | 2:0                    | VfB 1921 Krieschow (OL)             | Luckenwalde            | Werner-Seelenbinder-Stadion      | .02.832                |
| 2023 | FC Energie Cottbus (RL)           | 4:1                    | FSV 63 Luckenwalde (RL)             | Cottbus                | Stadion der Freundschaft         | .07.610                |
| 2024 | FC Energie Cottbus (RL)           | 3:1                    | SV Babelsberg 03 (RL)               | Cottbus                | LEAG Energie Stadion             | 013.305                |
| 2025 | RSV Eintracht 1949 (OL)           | 1:0                    | VfB 1921 Krieschow (OL)             | Neuruppin              | Volksparkstadion                 | .02.134                |
| 2026 |                                   |                        |                                     |                        |                                  |                        |
| Abkürzungen: 3L – 3. Liga; RL – Regionalliga; OL – Oberliga; VL – Verbandsliga; LL – Landesliga; II – 2. Mannschaft/Amateurteam eines Profivereins |                                   |                        |                                     |                        |                                  |                        |

### Rangliste
| Rang                                                                                            | Fussballkreis   | Titel | Verein | Verein                            | Finalt. | Quote | Triumphe                                                                          | Triumphe |
| ----------------------------------------------------------------------------------------------- | --------------- | ----- | ------ | --------------------------------- | ------- | ----- | --------------------------------------------------------------------------------- | -------- |
| 1                                                                                               | Niederlausitz   | 12    |        | FC Energie Cottbus Fn. 1          | 12      | 100 % | 1995 – 1996 – 1997 – 1998 – 2001 – 2015 – 2017 – 2018 – 2019 – 2022 – 2023 – 2024 |          |
| 2                                                                                               | Havelland       | 10    |        | SV Babelsberg 03 Fn. 1            | 17      | 059 % | 1999 – 2000 – 2006 – 2007 – 2008 – 2009 – 2010 – 2011 – 2016 – 2021               |          |
| 3                                                                                               | Ostbrandenburg  | 03    |        | Eisenhüttenstädter FC Stahl Fn. 1 | 06      | 050 % | 1992 – 1993 – 2002                                                                |          |
| 4                                                                                               | Havelland       | 02    |        | FSV Optik Rathenow                | 04      | 050 % | 2013 – 2014                                                                       |          |
| 5                                                                                               | Niederlausitz   | 01    |        | ESV Lokomotive Cottbus            | 01      | 100 % | 1991                                                                              |          |
| 5                                                                                               | Havelland       | 01    |        | BSV Brandenburg                   | 01      | 100 % | 1994                                                                              |          |
| 5                                                                                               | Dahme/Fläming   | 01    |        | Ludwigsfelder FC                  | 02      | 050 % | 2003                                                                              |          |
| 5                                                                                               | Ostbrandenburg  | 01    |        | SV Germania 90 Schöneiche         | 02      | 050 % | 2004                                                                              |          |
| 5                                                                                               | Prignitz/Ruppin | 01    |        | Märkischer SV 1919 Neuruppin      | 02      | 050 % | 2005                                                                              |          |
| 5                                                                                               | Havelland       | 01    |        | SV Falkensee-Finkenkrug           | 02      | 050 % | 2012                                                                              |          |
| 5                                                                                               | Ostbrandenburg  | 01    |        | FSV Union Fürstenwalde            | 03      | 033 % | 2020                                                                              |          |
| 5                                                                                               | Havelland       | 01    |        | RSV Eintracht 1949                | 01      | 100 % | 2025                                                                              |          |
| Fn. 1 einschließlich SV Babelsberg 03 II, FC Energie Cottbus II, Eisenhüttenstädter FC Stahl II |                 |       |        |                                   |         |       |                                                                                   |          |

## Statistiken
| Jahr    | Teams | Spiele | Tor | /Spiel | Zuschauer | Z/Spiel | Gelbe Karte | /Spiel | Gelb-Rote Karte | /Spiel | Rote Karte | /Spiel |
| ------- | ----- | ------ | --- | ------ | --------- | ------- | ----------- | ------ | --------------- | ------ | ---------- | ------ |
| 2010/11 | 141   | 140    | 722 | 5,16   | 24.266    | 173     | 125         | 0,89   | 14              | 0,1    | 8          | 0,06   |
| 2011/12 | 68    | 67     | 338 | 5,04   | 13.125    | 196     | 220         | 3,28   | 12              | 0,18   | 10         | 0,15   |
| 2012/13 | 71    | 70     | 303 | 4,33   | 12.347    | 176     | 268         | 3,83   | 7               | 0,1    | 8          | 0,11   |
| 2013/14 | 70    | 69     | 332 | 4,81   | 10.679    | 155     | 241         | 3,49   | 6               | 0,09   | 5          | 0,07   |
| 2014/15 | 71    | 70     | 297 | 4,24   | 28.984    | 414     | 270         | 3,86   | 12              | 0,17   | 8          | 0,11   |
| 2015/16 | 65    | 64     | 298 | 4,66   | 20.036    | 313     | 230         | 3,59   | 11              | 0,17   | 8          | 0,13   |
| 2016/17 | 65    | 64     | 277 | 4,33   | 24.430    | 382     | 241         | 3,77   | 11              | 0,17   | 9          | 0,14   |
| 2017/18 | 65    | 64     | 287 | 4,48   | 21.939    | 343     | 263         | 4,11   | 11              | 0,17   | 5          | 0,08   |
| 2018/19 | 64    | 63     | 297 | 4,71   | 17.371    | 276     | 248         | 3,94   | 9               | 0,14   | 5          | 0,08   |
| 2019/20 | 64    | 63     | 271 | 4,30   | 15.798    | 251     | 247         | 3,92   | 3               | 0,05   | 5          | 0,08   |
| 2020/21 | 68    | 63     | 265 | 4,21   | 10.208    | 162     | 242         | 3,84   | 4               | 0,06   | 8          | 0,13   |
| 2021/22 | 67    | 66     | 247 | 3,74   | 21.685    | 329     | 239         | 3,62   | 12              | 0,18   | 5          | 0,08   |
| 2022/23 | 64    | 63     | 297 | 4,71   | 35.290    | 560     | 244         | 3,87   | 8               | 0,13   | 10         | 0,16   |
| 2023/24 | 119   | 118    | 594 | 5,03   | 36.541    | 310     | 479         | 4,06   | 13              | 0,11   | 12         | 0,1    |
| 2024/25 | 116   | 115    | 563 | 4,89   | 26.477    | 230     | 427         | 3,71   | 20              | 0,17   | 14         | 0,12   |
| 2025/26 |       |        |     |        |           |         |             |        |                 |        |            |        |

### Torschützenkönige
| Saison                       | Nat                               | Spieler                                                              | Verein                                                            | Tore |
| ---------------------------- | --------------------------------- | -------------------------------------------------------------------- | ----------------------------------------------------------------- | ---- |
| 2011/12                      | Deutschland                       | Murat Turhan                                                         | FSV Optik Rathenow                                                | 08   |
| 2012/13                      | Deutschland Deutschland           | Thomas Brechler Hassan Berjaoui                                      | SV Altlüdersdorf BSC Preußen 07 Blankenfelde-Mahlow               | 06   |
| 2013/14                      | Deutschland                       | Benjamin Dowall                                                      | FSV 63 Luckenwalde                                                | 07   |
| 2014/15                      | Deutschland                       | René Görisch                                                         | Brandenburger SC Süd 05                                           | 06   |
| 2015/16                      | Deutschland                       | Andis Shala                                                          | SV Babelsberg 03                                                  | 10   |
| 2016/17                      | Deutschland                       | Benjamin Förster                                                     | FC Energie Cottbus                                                | 08   |
| 2017/18                      | Deutschland Deutschland           | Andy Hebler Andis Shala                                              | VfB 1921 Krieschow SV Babelsberg 03                               | 08   |
| 2018/19                      | Deutschland                       | Toni Hager                                                           | Ludwigsfelder FC                                                  | 06   |
| 2019/20                      | Deutschland Deutschland Brasilien | Christopher-Lennon Skade Niklas Goslinowski Miguel Pereira Rodrigues | FC Strausberg SC Eintracht Miersdorf/Zeuthen SV Grün-Weiß Lübben  | 05   |
| 2020/21                      | Deutschland Brasilien             | Lukas Hehne Rafael Conrado Prudente                                  | FC Stahl Brandenburg Märkischer SV 1919 Neuruppin                 | 05   |
| 2021/22                      | Deutschland                       | Justin Hippe                                                         | BSC Fortuna Glienicke                                             | 05   |
| 2022/23                      | Deutschland                       | Andy Hebler                                                          | VfB 1921 Krieschow                                                | 10   |
| 2023/24                      | Deutschland Deutschland           | Toni Hager Norman Guski                                              | SC Eintracht Miersdorf/Zeuthen BSC Preußen 07 Blankenfelde-Mahlow | 08   |
| 2024/25                      | Brasilien Deutschland             | Miguel Pereira Rodrigues Tarik Wenzel                                | VfB 1921 Krieschow SV Schwarz-Rot Neustadt (Dosse)                | 07   |
| 2025/26                      |                                   |                                                                      |                                                                   |      |
| Siegermannschaft Rekordmarke |                                   |                                                                      |                                                                   |      |

### Spielerrekorde
| Rang                        | Spieler          | Verein(e)                                                                    | Spiele |
| --------------------------- | ---------------- | ---------------------------------------------------------------------------- | ------ |
| 1                           | Erich Jeschke    | FC Energie Cottbus, VfB 1921 Krieschow                                       | 30     |
| 2                           | Leon Hellwig     | SV Babelsberg 03, FSV Optik Rathenow, FSV 63 Luckenwalde, RSV Eintracht 1949 | 29     |
| 3                           | Paul Pahlow      | SC Eintracht Miersdorf/Zeuthen, VfB 1921 Krieschow                           | 28     |
|                             | Clemens Koplin   | FSV 63 Luckenwalde                                                           | 28     |
| 4                           | Martin Zurawsky  | FSV Union Fürstenwalde, VfB 1921 Krieschow                                   | 27     |
|                             | Philipp Knechtel | FC Energie Cottbus, VfB 1921 Krieschow                                       | 27     |
| 5                           | Andy Hebler      | FC Energie Cottbus, VfB 1921 Krieschow                                       | 26     |
| 6                           | Jerome Leroy     | FSV Optik Rathenow                                                           | 25     |
| 7                           | Colin Raak       | FC Energie Cottbus, VfB 1921 Krieschow                                       | 24     |
| 8                           | Benjamin Wilke   | FSV Optik Rathenow                                                           | 23     |
|                             | Martin Dahm      | VfB 1921 Krieschow                                                           | 23     |
|                             | Daniel Becker    | FSV 63 Luckenwalde, SV Viktoria Potsdam                                      | 23     |
|                             | Sven Marten      | SV Altlüdersdorf                                                             | 23     |
|                             | Tobias Fiebig    | SV Victoria Seelow, 1. FC Frankfurt                                          | 23     |
| Quelle Stand: 22. Juli 2025 |                  |                                                                              |        |

| Rang                        | Spieler          | Verein(e)                                                                             | Tore |
| --------------------------- | ---------------- | ------------------------------------------------------------------------------------- | ---- |
| 1                           | Andy Hebler      | FC Energie Cottbus, VfB 1921 Krieschow                                                | 36   |
| 2                           | Andis Shala      | SV Babelsberg 03                                                                      | 19   |
| 3                           | Toni Hager       | SV Blau-Weiß Petershagen-Eggersdorf, SC Eintracht Miersdorf/Zeuthen, Ludwigsfelder FC | 16   |
| 4                           | Andor Müller     | TuS 1896 Sachsenhausen                                                                | 15   |
| 5                           | Marcel Georgi    | SV Victoria Seelow, 1. FC Frankfurt                                                   | 14   |
| 6                           | Julian Rauch     | Werderaner FC Viktoria 1920, RSV Eintracht 1949                                       | 13   |
| 7                           | Martin Zurawsky  | FSV Union Fürstenwalde, VfB 1921 Krieschow                                            | 12   |
|                             | John-Lukas Sauer | FSV Union Fürstenwalde, 1. FC Frankfurt                                               | 12   |
|                             | René Görisch     | Brandenburger SC Süd 05                                                               | 12   |
|                             | Justin Pehl      | TuS 1896 Sachsenhausen, SG Union Klosterfelde                                         | 12   |
| 8                           | Murat Turhan     | FSV Optik Rathenow                                                                    | 11   |
|                             | Colin Raak       | FC Energie Cottbus, VfB 1921 Krieschow                                                | 11   |
|                             | Norman Guski     | Oranienburger FC Eintracht 1901, BSC Preußen 07 Blankenfelde-Mahlow                   | 11   |
|                             | Roland Richter   | FSV Union Fürstenwalde, SV Frankonia Wernsdorf                                        | 11   |
| Quelle Stand: 22. Juli 2025 |                  |                                                                                       |      |

## Nationale Qualifikation
Der Gewinner des Landespokals darf in der folgenden Saison am DFB-Pokal teilnehmen. Der erfolgreichste Vertreter aus Brandenburg war bisher der FC Energie Cottbus mit dem Erreichen des DFB-Pokalfinales 1996/97 gegen den VfB Stuttgart (0:2).

### Abschneiden der Landespokalsieger im DFB-Pokal
| Saison  | Runde         | Landespokalsieger            | Letzter Gegner       | Ergebnis  |
| ------- | ------------- | ---------------------------- | -------------------- | --------- |
| 1991/92 | 1. Hauptrunde | ESV Lokomotive Cottbus       | VfB Oldenburg        | 0:3       |
| 1992/93 | 3. Hauptrunde | Eisenhüttenstädter FC Stahl  | Rot-Weiss Essen      | 2:3       |
| 1993/94 | 2. Hauptrunde | Eisenhüttenstädter FC Stahl  | SpVgg Unterhaching   | 0:2       |
| 1994/95 | 1. Hauptrunde | BSV Stahl Brandenburg        | Bayer 04 Leverkusen  | 0:11      |
| 1995/96 | 1. Hauptrunde | FC Energie Cottbus           | SV Meppen            | 1:2       |
| 1996/97 | Finale        | FC Energie Cottbus           | VfB Stuttgart        | 0:2       |
| 1997/98 | 1. Hauptrunde | Eisenhüttenstädter FC Stahl  | Hertha BSC           | 0:4       |
| 1998/99 | 1. Hauptrunde | FC Energie Cottbus II        | SpVgg Greuther Fürth | 0:1       |
| 1999/00 | 3. Hauptrunde | SV Babelsberg 03             | SC Freiburg          | 2:4 n. V. |
| 2000/01 | 1. Hauptrunde | SV Babelsberg 03             | VfL Bochum           | 1:6       |
| 2001/02 | 1. Hauptrunde | FC Energie Cottbus II        | Arminia Bielefeld    | 0:4       |
| 2002/03 | 1. Hauptrunde | Eisenhüttenstädter FC Stahl  | Werder Bremen        | 0:1       |
| 2003/04 | 1. Hauptrunde | Ludwigsfelder FC             | Werder Bremen        | 1:9       |
| 2004/05 | 1. Hauptrunde | SV Germania 90 Schöneiche    | TSV 1860 München     | 1:2       |
| 2005/06 | 1. Hauptrunde | Märkischer SV 1919 Neuruppin | FC Bayern München    | 0:4       |
| 2006/07 | 2. Hauptrunde | SV Babelsberg 03             | VfB Stuttgart        | 2:4       |
| 2007/08 | 1. Hauptrunde | SV Babelsberg 03             | MSV Duisburg         | 0:4       |
| 2008/09 | 1. Hauptrunde | SV Babelsberg 03             | 1. FSV Mainz 05      | 1:2 n. V. |
| 2009/10 | 1. Hauptrunde | SV Babelsberg 03             | Bayer 04 Leverkusen  | 0:1       |
| 2010/11 | 1. Hauptrunde | SV Babelsberg 03             | VfB Stuttgart        | 1:2       |
| 2011/12 | 1. Hauptrunde | SV Babelsberg 03             | MSV Duisburg         | 0:2       |
| 2012/13 | 1. Hauptrunde | SV Falkensee-Finkenkrug      | VfB Stuttgart        | 0:5       |
| 2013/14 | 1. Hauptrunde | FSV Optik Rathenow           | FSV Frankfurt        | 1:3 n. V. |
| 2014/15 | 1. Hauptrunde | FSV Optik Rathenow           | FC St. Pauli         | 1:3       |
| 2015/16 | 1. Hauptrunde | FC Energie Cottbus           | 1. FSV Mainz 05      | 0:3       |
| 2016/17 | 1. Hauptrunde | SV Babelsberg 03             | SC Freiburg          | 0:4       |
| 2017/18 | 1. Hauptrunde | FC Energie Cottbus           | VfB Stuttgart        | 3:4 n. E. |
| 2018/19 | 1. Hauptrunde | FC Energie Cottbus           | SC Freiburg          | 3:5 n. E. |
| 2019/20 | 1. Hauptrunde | FC Energie Cottbus           | FC Bayern München    | 1:3       |
| 2020/21 | 1. Hauptrunde | FSV Union Fürstenwalde       | VfL Wolfsburg        | 1:4       |
| 2021/22 | 2. Hauptrunde | SV Babelsberg 03             | RB Leipzig           | 0:1       |
| 2022/23 | 1. Hauptrunde | FC Energie Cottbus           | Werder Bremen        | 1:2       |
| 2023/24 | 1. Hauptrunde | FC Energie Cottbus           | SC Paderborn 07      | 0:7       |
| 2024/25 | 1. Hauptrunde | FC Energie Cottbus           | Werder Bremen        | 1:3       |
| 2025/26 | 1. Hauptrunde | RSV Eintracht 1949           | 1. FC Kaiserslautern | 0:7       |